# Hugo Muñoz de Baratta
Hugo Muñoz de Baratta (Arequipa, 24 de septiembre de 1927-Lima, 14 de mayo de 2002), conocido como Mon Cheri, fue un destacado artista cómico peruano.

## Biografía
Hugo Muñoz de Baratta hizo estudios superiores y fue piloto segundo de la marina mercante. En Lima, fija su residencia en el pasaje Figueroa (frente al Seguro Social) en el distrito de Lince.
Fue estrella del programa cómico de la televisión peruana de los años setenta El tornillo, donde interpretaba a Mon Cheri, personificando a un pendenciero que usaba sombrero bombín, lentes oscuros, peluca y bigotes blancos, y que movía la mano (con un gran anillo) de arriba hacia abajo para sellar una broma con innata chispa. Solía aceptar retos como bucear en una urna llena de agua o pelear con el catchacanista el Vikingo, quien en la pelea lo paró de cabeza. Este pelea tuvo amplia cobertura en la prensa televisiva (en el noticiero El panamericano) y en la prensa escrita (Última Hora y La Tercera), lo cual le valió gran protagonismo montando una productora y viajando a México para grabar escenas con el comediante mexicano Tin Tan. Aunque con este solo se le vio en una escena liderando un grupo de nativos.
Durante el gobierno militar, al fundarse Telecentro, los artistas del El tornillo se dividen. Hugo Muñoz no continúa en la pantalla televisiva, dedicándose al café teatro.
Sufrió la pérdida de su hijo mayor y de su esposa Carmen Rosa, padeciendo de diabetes y de infección renal. Falleció de un ataque al corazón el año 2002, siendo velado en el Hospital Edgardo Rebagliati y sepultado en el Cementerio El Ángel de Lima.